# Fédération Internationale des Archives du Film
Die Fédération Internationale des Archives du Film (FIAF) ist die Vereinigung der bedeutenden Filmarchive der Welt. Sie wurde 1938 in Paris gegründet. Ziel ist die Restaurierung und Sammlung von Filmen in ihrer Bedeutung als Kulturgüter und historische Dokumente.
Die FIAF veröffentlicht das Journal of Film Preservation, das zweimal im Jahr erscheint, außerdem den International Index to Film Periodicals und die  Datenbank FIAF International FilmArchive Database. Jährlich wird eine Tagung in einem anderen Land zu technischen und rechtlichen Aspekten der Filmarchivierung durchgeführt.
Mit Stand 2019 gehören der FIAF 90 Mitglieder und 74 assoziierte Filmarchive aus 75 Ländern an. Zu den Mitgliedern zählen auch mehrere deutsche Filmarchive, die im Deutschen Kinematheksverbund zusammengefasst sind. In Österreich sind das Filmarchiv Austria und das Österreichische Filmmuseum Mitglied der FIAF. Schweizer Mitglieder sind die Cinémathèque Suisse in Lausanne und das Lichtspiel / Kinemathek in Bern.